# Albert Hollenstein
Pour les articles homonymes, voir Hollenstein.
Albert Hollenstein, né le 30 avril 1930 à Lucerne (Suisse) et mort en 1974 à Vernazza (Italie), est un graphiste et typographe suisse. 

## Biographie
Au début des années 1950, après ses études, Albert Hollenstein se rend à Paris. Il fait partie des typographes Suisses qui, dès 1945, sont nombreux à partir travailler dans la capitale française (notamment Adrian Frutiger, Peter Knapp, Jean Widmer).

### Le studio Hollenstein
En 1957, Hollenstein crée son studio d'art graphique, qui comptera jusqu'à 100 employés.

« Mon ambition était précise, je voulais former une équipe homogène, un noyau de création qui posséderait la possibilité d'exécuter et de diriger les travaux variés de la publicité et de l'édition. »

— Albert Hollenstein, Un entretien avec Albert Hollenstein.
Au début des années 1960, Hollenstein est représentant de la fonderie Haas. Il est donc l'un des principaux fournisseurs de la police Helvetica à Paris. 

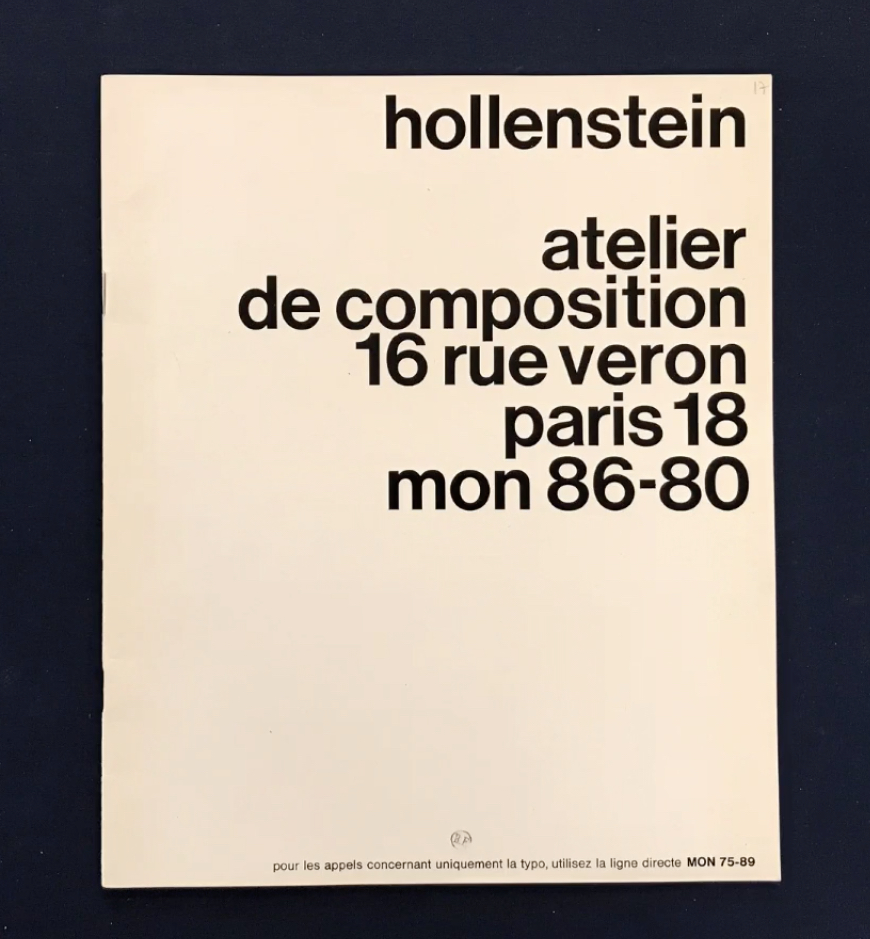
Matériel promotionnel du Studio Hollenstein (catalogue typographique), vers 1960.

De 1958 à 66, il collabore avec Albert Boton, dessinateur de caractères, qui réalisera des fontes telles que Brasilia (en 1958, premier caractère de la collection Hollenstein) ou ITC Eras. Parmi les autres employés du studio figure Hans-Rudolf Lutz, responsable du groupe "expression typographique" de 1964 à 1966.

#### Programme éducatif: le cours 19

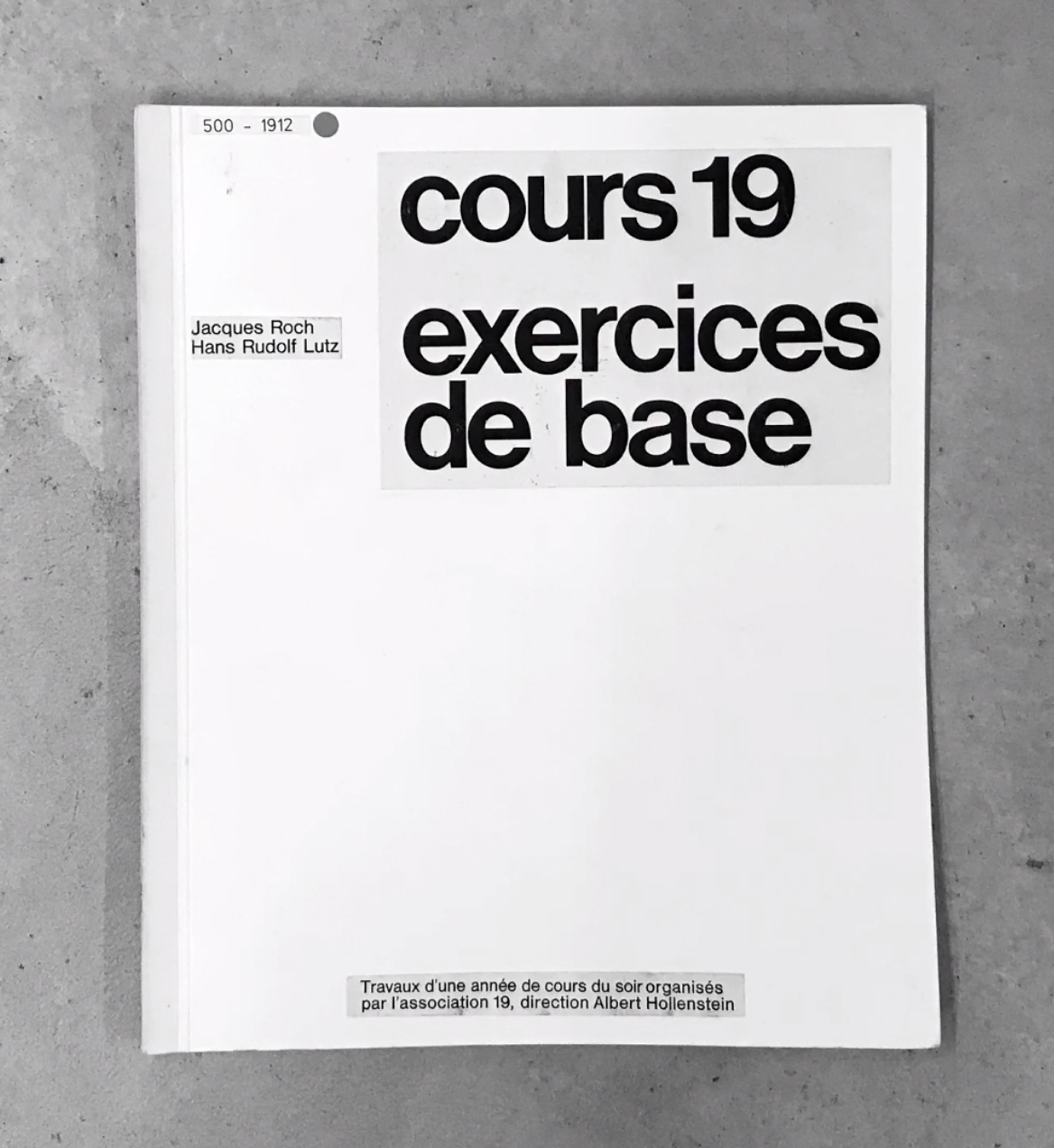
Livre réunissant les travaux d'une année de cours du soir, édité en 1966.

Au début des années 1960, Hollenstein met en place le cours 19, un cours du soir qui offre un enseignement en graphisme et typographie. Son objectif est de contribuer à l'évolution de la profession, en amenant davantage de discipline et de précision au processus créatif. Le programme de l'année 1964-1965 comporte des cours dédiés à la création typographique (par Albert Hollenstein), la lettre (par Albert Botton), la photographie (par Sonja Knapp), l'image de marque et l'annonce. 
Un livre édité en 1966 par Jacques Roch et Hans-Rudolf Lutz rassemble des exercices d'élèves de ces cours. Selon Constance Delamadeleine, sa forme présente de fortes ressemblances avec le Manuel de création graphique d'Armin Hofmann, paru en 1965.
En août 1974, Albert Hollenstein décède prématurément, victime d'un accident.
En 1995, une exposition en hommage à l'œuvre du graphiste-typographe est présentée à l'École Estienne à Paris. Elle sera reprise par le Musée de l'imprimerie de Lyon.